# Asilinae
Asilinae — подсемейство ктырей (Asilidae). Ктыри этого подсемейства имеют узкое и цилиндрическое брюшко. Их тело плотно покрывает пыльца. Яйцеклады самок свободные, конусовидные. Базистили гениталий самцов с одним отростком. В число представителей входят Asilus и Polysarca.